# 정순왕후 (조선 단종)
정순왕후 송씨(定順王后 宋氏, 1440년 ~ 1521년 7월 17일 (음력 6월 4일))는 조선 단종(端宗)의 정비이다. 시호는 단량제경정순왕후(端良齊敬定順王后)이다. 여량부원군 송현수(礪良府院君 宋玹壽)의 딸로, 본관은 여산이다. 
김종서의 사후 1454년에 간택령에 따라 왕비교서를 받고 즉위하였다. 남편 단종이 강등되면서 군부인(君夫人)으로 격하되었다가, 관비가 되었다. 이후 세조는 그를 노비이지만 아무도 범하지 못하도록 정업원(淨業院)으로 보냈다. 남편 단종의 명복을 빌다가 사망하였으며, 그의 능의 소나무는 동쪽 방향으로 굽는다는 전설이 있어 화제가 되기도 했다.
중종 때부터 복위가 거론되다가 송시열, 김수항의 거듭된 건의로 1698년(숙종 24년)에 단종과 함께 복위되어 왕후로 추봉되었다.
세종의 왕자 영응대군의 부인 대방군부인 송씨는 그의 고모이자 시숙모이다.

## 생애

### 생애 초기
본관은 여산으로 전라북도 정읍군 태인면(현 칠보면)에서 태어났으며, 판돈녕부사 등을 역임하였고 영돈녕부사로 추증된 여량부원군(礪良府院君) 송현수(宋玹壽)의 딸이다. 어려서 아버지 송현수를 따라 한성부로 이사하였다.

### 왕비 간택과 폐비
성품이 공손하고 검소해 가히 종묘를 영구히 보존할 수 있는 인물이라 하여 간택되었는데, 그 배경에는 고모가 영응대군의 부인이라는 점이 크게 작용하였다. 1454년 2월 19일(음력 1월 22일)에 열넷의 나이로 한 살 연하였던 단종과 혼인하여 왕비에 책봉되었다. 1455년, 단종이 수양대군(세조)에게 왕위를 일임하고 상왕이 되자 왕대비가 되어 의덕(懿德)의 존호를 받았다. 그러나 1457년, 성삼문, 박팽년 등 사육신이 추진하던 단종 복위 운동이 발각되자 상왕 단종은 노산군(魯山君)으로 강봉되어 영월로 유배되었고, 의덕왕대비는 군부인이 되어 궁에서 쫓겨났다.

### 노비로 전락
친정마저 풍비박산 난 상태였던 그는 동대문 밖 숭인동 청룡사 근처에 초암을 짓고 시녀들과 함께 살았다. 송씨는 시녀들이 동냥해온 것으로 끼니를 잇고 염색업을 하며 어렵게 살았는데, 이를 안 세조가 집과 식량 등을 내렸으나 끝내 받지 않았다. 한편, 그를 가엾게 여긴 동네 아녀자들이 조정의 눈을 피해 그의 집으로 먹을 것을 건네주고자 시장을 조직하는 일도 있었다.
청계천에 있는 영도교(永渡橋)는 귀양 가는 단종과 정순왕후가 마지막으로 헤어진 곳으로 전해지는데, 결국 두 사람은 이승에서는 만날 수 없었다. 단종이 끝내 유배지인 영월에서 생을 마감했기 때문이다. 부군의 죽음을 전해 들은 송씨는 매일 아침 저녁으로 큰 바위를 올라 영월을 향해 통곡을 하며 단종의 명복을 빌었다. 이후 세조는 그에 대해 '신분은 노비이지만 노비로서 사역할 수 없게 하라'는 명을 내려 아무도 범하지 못하도록 정업원(淨業院)으로 보냈다. 정업원은 부군을 잃은 후궁들이 출궁하여 여생을 보냈던 곳이다.
후일, 영조가 친히 동망봉(東望峰)이라는 글씨를 써서 바위에 새기게 하였다. 일제강점기 때 동망봉 근처 지역이 채석장으로 쓰였으며 그 바위는 깨어져나가버렸다. 2011년 현재, 서울 종로구 낙산 근처인 이곳 동망봉 남쪽에는, 동망정이라는 이름의 정자가 들어서 있다.
한편 조선 말의 문장가이자 역사가인 김택영은 자신이 지은 야사에서 "신숙주가 그를 자신의 종으로 달라고 했다."라고 주장했는데, 이에 대해서는 반론이 많아 사실 여부는 알 수 없다

## 죽음과 그 이후
그는 세조의 증손이자 단종의 종손뻘인 중종(中宗) 16년인 1521년 7월 7일(음력 6월 4일), 81세의 나이로 한 많은 생을 마감했다. 중종의 재위 초기, 사림파인 조광조 등에 의해 복위가 주장됐으나 중종은 이를 거부했다. 그 뒤 현종 때부터 송시열과 김수항 등은 단종과 그의 복위를 거듭 건의했다. 그들은 세조의 단종 살해는 측근들의 오도에 휘둘린 것이며 본심은 단종 살해에 있지 않았다고 주장했다. 그 건의로 1698년 12월 7일(숙종 24년 음력 11월 6일), 단종과 그는 복위되어 시호를 받고 종묘 영녕전에 신위가 모셔졌다.
그의 별세 때에는 대군부인의 격에 따라 치러진 장례로 경기도 양주군(楊州) 군장리(群場里, 현재의 남양주시 진건읍 사릉리)에 매장됐다. 단종과 그의 복위로 종묘에 배향되면서 능호를 사릉(思陵)이라 했는데 이는 억울하게 살해된 남편을 사모(思慕)한다는 뜻에서 지은 것이다.
그의 묘소 뒤편에 심은 나무들이 단종의 능인 장릉쪽을 향해 고개숙여 자란다는 전설이 한 때 전해졌다. 무속의 신의 한 명으로 숭배됐는데, 무속에서는 그를 송씨부인 신이라 부른다.

## 가족 관계
| - 조부: 송복원(宋復元, 1390 ~ 1454) - 조모: 순천 김씨(順天 金氏) - 아버지: 여량부원군 송현수(礪良府院君 宋玹壽, ? ~ 1457) - 외조부: 민소생(閔紹生) - 외조모: 능성 구씨(綾城 具氏) - 어머니: 여흥부부인 여흥 민씨(驪興府夫人 驪興 閔氏, 1418 ~ 1498) | - 남편: 단종(端宗, 1441 ~ 1457) |

## 정순왕후가 등장하는 작품

### 영화
- 《단종애사》 (1956년, 배우: 엄앵란)
- 《단종애사》 (1963년, 배우: 전계현)

### 드라마
- 《파천무》 (KBS, 1990년, 배우: 신은경)
- 《한명회》 (KBS, 1994년, 배우: 박루시아)
- 《왕과 비》 (KBS, 1998년~2000년, 배우: 김민정)
- 《인수대비》 (JTBC, 2011년~2012년, 배우: 조정은)

### 소설
- 《영영 이별 영 이별》, 김별아, 창해, 2005, ISBN 897919689X

## 관련 문화재
- 정업원터

## 참고 문헌
- 《조선사 이야기 1》, 박영규 편, 주니어김영사, 2005년 9월 30일

## 같이 보기
- 단종
- 문종
- 세조
- 계유정난
- 세조 찬위
- 임영대군
- 대방군부인 송씨
- 송현수
- 단종 복위 운동
- 정축지변